# Kötü yol
 (срп. Лош пут) турска је телевизијска серија, снимана 2012.

## Синопсис
Година 1960, Лондон… Најстарија ћерка праље Ајше, Нуран планира бег са љубавником Решатом и успех у свету глуме. Међутим ти снови убрзо падају у воду, када Решат побегне у Турску без Нуран, а ускоро јој на врата стиже Ихсан ага, који жели њу саму као мираз свом брату, упркос инсистирању, Нуран га одбија. Желећи објашњење за то што јој је урадио, Нуран и њена мајка одлазе у Адану, где упознају редитеља Боба, који од Нуран жели направити диву, што се и деси.
Убрзо ће љупка глумица упознати младог Кенана и заљубити се у њега, али ту је Решат који ипак жели оживети стару љубав.

## Улоге
| Глумац:           | Улога: |
| ----------------- | ------ |
| Шукран Овали      | Нуран  |
| Џансел Елчин      | Кенан  |
| Илкер Аксум       | Решат  |
| Гокче Акилдиз     | Џанан  |
| Ферит Каја        | Ихсан  |
| Нергиз Чокарчи    | Ајше   |
| Езги Мола         | Леман  |
| Ајшенил Шамилоглу | Ђулу   |
| Нурсел Косе       | Бедија |